# Giselle

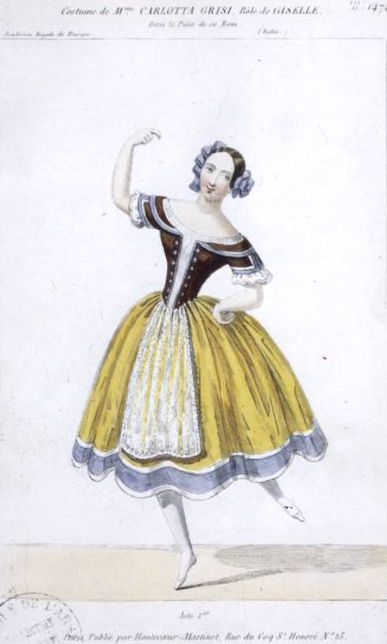
Costum pentru Carlotta Grisi în rolul lui Giselle (I act), Paris 1841

Giselle  (titlul original: în franceză Giselle, ou les Wilis) este un balet în două acte compusă de Adolphe Adam, coregrafia originală semnată de Jules Perrot și Jean Coralli, al cărui libret a fost scris de Jules-Henri Vernoy de Saint-Georges și Théophile Gautier, bazat pe De l'Allemagne de Heinrich Heine și „Fantômes” din Les Orientales de Victor Hugo, premiera având loc la „Ballet de l'Opéra national de Paris” din Paris. 
Prima Giselle a fost Carlotta Grisi și primul Albrecht a fost Lucien Petipa, fratele lui Marius Petipa.
Giselle este una dintre cele mai mari capodopere ale baletului clasic și una dintre puținele din perioada romantică timpurie care a rămas în repertoriu până în prezent. În plus față de Silfida, este de asemenea, una dintre primele piese în care balerina (în actul 2) poartă un tutu lung până la gambă.

## Personaje
- Giselle – o tânără țărancă
- Albert – un nobil tânăr, care se dă drept țăran
- Tatăl său
- Wilfried – scutierul lui Albert
- Hans (în versiunea originală Hilarion) – un tânăr pădurar
- Bertha – mama Gisellei
- Bathilde – logodnica lui Albert
- Myrtha – crăiasa ielelor (în versiunea originală „Wilis”)
- Zulma și Monna – supusele crăiesei
- țărani, țărance, curteni din suita tatălui lui Albert, prietenele Gisellei, iele

## Conținut
Preambul
Pentru a înțelege povestea, poate fi avantajos să știm că până în secolul al XX-lea, căsătoriile aranjate între nobili și prin urmare și logodnele, din motive dinastice sau financiare erau obișnuite, însă căsătoriile din dragoste erau foarte rare. Desigur, publicul din secolul al XIX-lea era conștient de acest lucru. Prin urmare, deși nicăieri nu este spus clar, este firesc să presupunem că logodna dintre Albert și Bathilde este o relație de conveniență.

## Actul I
Într-un sat la marginea unei păduri
Giselle, o tânără țărancă drăguță, locuiește cu mama ei într-un sat mic la marginea unei păduri. Hans pădurarul, este îndrăgostit de ea, dar ea nu îi răspunde sentimentelor.
Prințul Albert, care este deja logodit cu nobila Bathilde, o iubește și pe Giselle. Se deghizează în țăran și își ascunde sabia (un semn al nobilimii sale) într-o magazie, astfel încât să poată fi alături de Giselle și să o curteze. Hans o urmărește gelos pe Giselle îndrăgostită de Albert crezând că este logodită cu el.
Când sosesc niște fete din sat, Giselle dansează cu ele, dar mama lui Giselle încearcă să o oprească, temându-se că fiica ei bolnavă de inimă, ar putea fi victima unui astfel de efort, după moarte devenind una dintre acele iele care îi duc pe tineri la pierzanie între miezul nopții și răsăritul soarelui.
Apare un cortegiu nobil de vânătoare, inclusiv Bathilde (logodnica oficială a lui Albrecht) și tatăl ei. Albert se retrage pentru a nu fi recunoscut. Bathilde se împrietenește cu Giselle și îi dă un colier de aur, drept răsplată atât pentru farmecul naiv al ei dar și pentru dansul plin de voioșie pe care i l-a dansat. Pentru a se odihni, prințesa vine la mama lui Giselle. Vânătorii merg mai departe.
Între timp, începe serbarea în sat și viticultorii o aleg pe Giselle ca regină a vinului. Fericiții Giselle și Albert dansează.
Între timp, gelosul Hans a descoperit sabia lui Albert și adevărata lui identitate. În culmea serbării, face o scenă și dezvăluie deghizarea lui Albrecht. Acesta încearcă să nege la început și să o calmeze pe Giselle șocată, dar pădurarul o cheamă pe Bathilde, pe tatăl ei și pe vânători, iar Albert nu-și mai poate ascunde adevărata identitate și relația cu Bathilde.
Giselle cade în deznădejde deplină, își pierde mințile (scena de nebunie) și în cele din urmă, se prăbușește moartă cu inima frântă, înconjurată de mama și prietenii ei îndurerați. Hans și Albert își dau seama că, fără să vrea fiecare din ei i-au pricinuit moartea.

## Actul II
La mormântul Gisellei, din luminiș
Noaptea, la proaspătul mormânt al Gisellei, Hans vine să-și plângă durerea din suflet. Din pădure se aud foșnete iar pe malul lacului lucesc luminițe stranii. Înfricoșat, Hans fuge. Din întunericul nopții se desprinde o umbră, Myrtha, crăiasa ielelor. La miezul nopții vine vremea când ea cheamă, din adâncul pământului, supusele, sufletele triste ale tinerelor care au murit înainte de nunta lor, de inimă frântă (Grand Pas des Wilis). Ielele, conduse de crăiasa lor nemiloasă Myrtha, dansează și bântuie noaptea pădurea pentru a se răzbuna pe orice bărbat pe care-l întâlnesc, indiferent de cine ar fi el, forțându-și victimele să danseze până când vor muri de epuizare.
Myrtha și ielele trezesc spiritul lui Giselle din mormântul ei și o primesc în lumea lor, după care dispar în pădure la auzul unor pași care se apropie. Este Albert care a venit să depună flori pe mormântul lui Giselle și pentru a plânge pierderea fetei pe care o iubise. Spiritul lui Giselle apare și Albert îi cere iertare. Giselle, cu dragostea ei nediminuată, spre deosebire de surorile ei răzbunătoare, îl iartă cu blândețe după care dispare pentru a se alătura celorlalte iele și Albert o urmărește cu disperare.
Între timp, ielele l-au încolțit pe Hans îngrozit. Ele își folosesc magia pentru a-l forța să danseze până când este aproape mort de oboseală, apoi îl chinuiesc făcându-l să se arunce disperat în lacul din apropiere. Apoi îl caută pe Albert, celălalt vinovat, și îl aduc în fața Myrthei, pentru condamnarea lui la moarte. Neînduplecată la rugămințile lui Albert de a-l ierta, Myrtha îi poruncește lui Giselle să danseze cu el până la răsăritul soarelui. Cu toate acestea, puterea iubirii lui Giselle combate magia ielelor și îi cruță viața. Când se face ziuă, ielele pierzându-și puterea se întorc la mormintele lor. După ce și-a luat rămas bun de la Albert, imaginea lui Giselle se estompează, dispărând în neant, rămânând doar o amintire în sufletul chinuit a lui Albert, care se prăbușește pe mormântul iubitei.

## Trivia
„Data apariției acestui balet marchează una dintre cele mai importante etape ale istoriei spectacolului coregrafic romantic. Mai ales prin coregrafia lui Marius Petipa, baletul Giselle, pentru care Adolphe Adam a scris o partitură nu lipsită de calități ale melodicii și varietății ritmice a dansurilor de caracter, a devenit, așa cum spunea Serge Lifar, o muzică destinată privirii”.